# Miguel Núñez de Sanabria
Miguel Núñez de Sanabria (* 30. Juli 1645 in Lima, Peru; † 28. Juni 1729 ebenda) war ein spanischer Jurist und amtierte 1710 vorübergehend als Vizekönig von Peru.

## Leben
Sein Vater Miguel Núñez de Cabañas arbeitete in der spanischen Kolonialverwaltung im heutigen Peru. Miguel besuchte die Universidad San Marcos, wo er Lateinisch und Jura lernte, letzteres später auch unterrichtete. Er heiratete Gregiroa de Rojas und stieg rasch in der Justizverwaltung der Kolonie auf. 1687 wurde er zum Strafrichter (Alcalde del Crímen) berufen und 1695 zum Oidor an die Real Audiencia von Lima gerufen.
Als Dienstältester Oidor übernahm er nach den Regeln des spanischen Kolonialreiches das Amt des Vizekönigs, als am 22. April 1710 Vizekönig Manuel de Oms y de Santa Pau verstarb. Nach einer Amtszeit von nur etwas mehr als vier Monaten übergab er die Amtsgeschäfte am 30. August 1710 an seinen Nachfolger, den Erzbischof von Quito, Diego Ladrón de Guevara.
Miguel Núñez de Sanabria übernahm nach seiner Regierungszeit etliche Ehrenämter und starb hochgeachtet im Juni 1729.